# Aipytiden
Die  Aipytiden (altgriechisch Αἰπυτίδαι Aipytídai) waren das Geschlecht der messenischen Könige, die ihre Abkunft von Herakles herleiteten. Der Stammbaum der Aipytiden wurde von Pausanias in seiner Beschreibung Messeniens überliefert, wobei die ersten Vertreter sagenhaft und unhistorisch waren. Als erster historischer König gilt Phintas.

## Name
Den Namen erhielten die Aipytiden von Aipytos, dem Sohn des Herakleiden Kresphontes und mütterlicherseits Grossenkel des arkadischen Königs Aipytos.

## Sagenhafte Aipytiden
- Aipytos, Sohn des Kresphontes und der Arkaderin Merope
- Glaukos, Sohn des Aipytos
- Isthmios, Sohn des Glaukos
- Dotadas, Sohn des Isthmios
- Sybotas, Sohn des Dotadas

## Aipytiden während der Messenischen Kriege
Die Historizität der genannten Aipytiden ist umstritten und die von Pausanias angegebenen Jahreszahlen müssen um rund 40 Jahre später angesetzt werden.
- Phintas 2. Hälfte des 9. Jahrhunderts v. Chr., Sohn des Sybotas
- Androkles, Sohn des Phintas, † 746 v. Chr.
- Antiochos, Sohn des Phintas, † 745 v. Chr.
- Euphaes, Sohn des Antiochos, 745-732 v. Chr.
- Lykiskos, um 740 v. Chr.
- Aristodemos, 732-724 v. Chr.
- Damis, 724 v. Chr.
- Aristomenes, messenischer Freiheitsheld
- Gorgos, Sohn des Aristomenes

## Androkleiden
Die Nachkommen von Androkles, Sohn des Phintas, wurden auch Androkleiden (Ἀνδροκλείδαι Androkleídai) genannt:
- Androkles, † 682 v. Chr.
- Phintas, † 682 v. Chr.

## Quelle
- Pausanias 4,3–17